# Попов, Виктор Германович
Виктор Германович Попов — советский хозяйственный, государственный и политический деятель, Герой Социалистического Труда.

## Биография
Родился в 1907 году в Красноярске. Член КПСС.
С 1920 года — на хозяйственной, общественной и политической работе. В 1920—1978 гг. — электромонтёр в Красноярской электросети, технолог на одном из красноярских заводов, главный инженер станкостроительного направления на Ижевском машиностроительном заводе, начальник производства, директор Загорского электромеханического завода «Звезда» Министерства радиопромышленности СССР.
Указом Президиума Верховного Совета СССР от 29 июля 1966 года присвоено звание Героя Социалистического Труда с вручением ордена Ленина и золотой медали «Серп и Молот».
Избирался депутатом Верховного Совета СССР 7-го созыва.
Почётный гражданин Сергиево-Посадского района.
Умер в Загорске в 1995 году.